# Гальпер, Аркадий Моисеевич
Аркадий Моисеевич Гальпер (5 февраля 1931, Москва — 19 апреля 2023) — советский и российский учёный-физик, доктор физико-математических наук, заслуженный деятель науки Российской Федерации, лауреат Государственной премии СССР. Профессор кафедры экспериментальной ядерной физики и космофизики, директор Института космофизики НИЯУ МИФИ.

## Биография
Родился 5 февраля 1931 года в Москве в семье служащих.
Окончил Московскую общеобразовательную школу № 661 (1948) и факультет № 3 МИФИ (до 1951 Московский механический институт, с 2009 года — Национальный исследовательский ядерный университет «МИФИ») (1954, с отличием). Два года работал на высокогорной космической станции на горе Арагац (Алагѐз) в должности младшего научного сотрудника в Института физики Армянской Академии наук.
С 1956 года научный сотрудник Лаборатории высоких энергий (сейчас — Лаборатория физики высоких энергий Объединённого института ядерных исследований). В 1959—1963 годах заочный аспирант МИФИ, научный руководитель В. Г. Кириллов-Угрюмов.
В 1964 году защитил кандидатскую диссертацию на тему «Нелептонные распады долгоживущего нейтрального К20-мезона».
С 1963 года работал в МИФИ в Проблемной лаборатории физики элементарных частиц: старший инженер, затем заместитель руководителя лаборатории. С 1964 года вёл научно-педагогическую деятельность на кафедре Экспериментальной ядерной физики: старший преподаватель, доцент, профессор.
С 1965 года начал исследования в области космофизики. В 1973 году защитил докторскую диссертацию на тему «Исследование электронно-фотонной компоненты космических лучей на границе атмосферы».
Организатор большого количества космических экспериментов, проводимых на космических аппаратах от станции «Салют» до МКС. Основные направления: высокоэнергетическая электронно-позитронная компонента космического излучения, первичное космическое гамма-излучение и гамма-излучение Солнца, космическое научное приборостроение.
С 1964 года преподавал в МИФИ: старший преподаватель, доцент, профессор кафедры экспериментальной ядерной физики и космофизики. С 1997 года директор Института космофизики МИФИ.
Семья: жена Ольга Георгиевна, дочери Анна и Наталия.
Скончался 19 апреля 2023 года на 93-м году жизни.

## Награды
- Государственная премия СССР (1986)
- Золотая медаль имени Д. В. Скобельцына (2019) — за выдающийся вклад в развитие космических методов исследований в области астрофизики космических лучей и гамма-астрономии

## Сочинения
Автор (соавтор) свыше 550 научных публикаций , руководитель научной школы.
- Космические лучи / А. М. Гальпер; М-во образования Рос. Федерации, М-во Рос. Федерации по атом. энергии, Моск. инженер.-физ. ин-т (гос. ун-т). — 2. изд., испр. и доп. — М. : Моск. инженер.-физ. ин-т, 2002 (Тип. МИФИ). — 170 с. : ил.; 20 см; ISBN
- Физика высоких энергий : [Учеб. пособие] / А. М. Гальпер, Э. П. Топоркова; Моск. гос. инж.-физ. ин-т (техн. ун-т), [Фак. эксперим. и теорет. физики]. — М. : МИФИ, 1994. — 113 с. : ил.; 20 см; ISBN 5-7262-0113-2
- Необычный астрономический объект Лебедь X-3 [Текст] / А. М. Гальпер, Б. И. Лучков. — Москва : Знание, 1988. — 62, [1] с. : ил. — (Новое в жизни, науке, технике. Космонавтика, астрономия ; № 4 / 1988).